# 294814 Nataliakidalova
294814 Nataliakidalova este o planetă minoră (asteroid) din centura de asteroizi. A fost descoperită pe 11 februarie 2008 la Andrușivska astronomicina observatoria⁠(d) de Andrușivska astronomicina observatoria⁠(d). 
Obiectul prezintă o orbită caracterizată de o semiaxă mare de 2,3359036473478 UAi, o excentricitate de 0,04932861404758, o înclinație de 7,4562361926053 ° în raport cu ecliptica.